# Мы вместе
«Мы вместе» — дебютный музыкальный альбом Ксении Ситник, вышедший в 2006 году на лейбле «Глория Media».
Название альбому дала песня, с которой Ксения выиграла в 2005 году Детское Евровидение.

## Критика
В альбоме собраны разные песни: как чисто детские, так и фолковые. Поёт Ксения Ситник разные песни тоже по-разному. Рецензент «БелГазеты» Татьяна Замировская писала:
Секрет Ксении в том, что ее аранжировки — не кукольно-детские, а совпадающие с нынешними белорусскими представлениями об идеальной поп-музыке, но голос — детский, почти мультипликационный, с неожиданными русско-народными, почти кадышевскими интонациями (когда Ксения, томно вздыхая, пропевает фразу «В молодого гармониста я влюбилась горячо», слушателю становится даже не горячо, а до опасного жарко!).

Возможно, это всего лишь талантливая работа продюсеров — когда Ксюша с угрожающим задором визжит и распевает нарочито-детским голосом, производимый эффект разительно отличается от ощущения, которое производят ее менее вздорные, серьезные вокальные эксперименты (например, в фолковой «Ой, вясна» или восточно-колоритной «Выше солнца»).
Рецензент также отметила, что «Ксения притягивает слушателя легкомысленностью и ощущением праздника«, и при этом «голосок» молодой певицы выдаёт «мелодии, которые осилит не всякая поп-звезда со стажем». Также перечислив «некоторое количество милых детских песенок, которые хочется постоянно напевать», и отметив «восхитительный буклет с нотами и фотоизображениями Ксюши», она посчитала альбом «прекрасным подарком кому угодно: младшей сестре, суровому отцу, чересчур циничному старшему брату, параноидальной бабушке».
В целом, по мнению Замировской, с этим альбомом «Ксюша напрочь уделывает своих юных конкуренток, других поющих девочек, знаменитых в Европе: немецкую фройляйн Джой, записавшую альбом про крокодильчика Шнаппи, и маленькую француженку Илону».

## Список треков
1. Гармонь моя
2. Валенки
3. Ой, Вясна
4. Ляцi за мной
5. Няма другой такой
6. Маленький кораблик
7. Выше солнца
8. Простая песенка
9. Моя мама
10. Мы вместе
11. Мы вместе (фонограмма минус один)